# Сергеев, Борис Фёдорович
Борис Федорович Сергеев (1934, СССР — 22 марта 2015, Россия) — советский и российский учёный, писатель, популяризатор науки, доктор биологических наук, специалист в области эволюционной и экологической физиологии а также этологии животных.

## Биография
Сергеев родился в 1934 году. Окончил 1-й Ленинградский медицинский институт им. академика И. П. Павлова.
За всю карьеру исследователя исследовал актиний, ланцетников, крабов, миногов, акул, варанов, крокодилов, дельфинов и человекообразных обезьян. Кроме того, им написано 23 книги по этологии, ихтиологии, физиологии мозга живых существ и герпетологии. Его дебютная книга — «Биология интеллекта» написанная в 1967 году. В 2009 году был удостоен литературной премии имени Александра Беляева. Известно, что много путешествовал в экспедициях изучая природу и животных которые как он сам говорит окружали его всегда. В детстве содержал жабу, аквариумных рыб и собаку в качестве домашних питомцев. Умер Борис Сергеев 22 марта 2015 года.